# Alexander Schleicher ASW 15
Dimensions
L'Alexander Schleicher ASW 15 est le premier planeur de Classe Standard construit par Alexander Schleicher GmbH & Co à utiliser des matériaux composites. Le bois, entrant encore partiellement dans la construction de cet appareil étant sujet à des phénomènes de putréfaction due à des champignons, l'autorisation de vol fut rapidement amendée. À partir du numéro de série 356, le balsa a été abandonné et a été remplacé par de la mousse synthétique.

## Développement

### Alexander Schleicher ASW 15
Conçu par Gerhard Waibel en 1968, c'est un monoplan à aile haute, stabilisateur monobloc et aérofreins métalliques. Les premiers exemplaires avaient une roue fixe et aucun ballast pour respecter les règles de la Classe Standard de l’époque.
Il est fabriqué en matériaux composites, avec des ailes utilisant la technique de fabrication avec des moules. Son crochet de remorquage, sur la version ASW-15, n'était pas dans l'axe du fuselage et sa position longitudinale était un compromis entre treuillage et remorquage. 
D'une manière générale, les caractéristiques de vol sont bonnes, les seules remarques étant l'oscillation au début du remorquage à cause de la traction asymétrique du câble et la sensibilité de la profondeur. En vol il a des commandes légères et exploite bien les ascendances mais son taux de chute est élevé aux grandes vitesses.

### Alexander Schleicher ASW 15B
Après modification de la réglementation en Classe Standard un réservoir-ballast de 38 litres fut installé dans chaque aile, la roue devint escamotable, le cockpit allongé, la dérive allongée de 11 cm, et la structure renforcée pour tenir compte de l’augmentation de la masse totale. Le crochet de remorquage a aussi été placé dans le plan de symétrie.
En 1971 et 1972, le pilote américain Karl Striedieck effectua trois records aller-retour, dont un de 1 098,54 kilomètres le 15 octobre 1972. 

## Production
510 exemplaires ont été construits. Ce planeur est aujourd’hui remplacé dans le catalogue du constructeur par l'ASW 19.

## Sources
- Alexander Schleicher website
- Thomas F, Fundamentals of Sailplane Design, College Park Press, 1999
- Simons M, Segelflugzeuge 1965-2000, Eqip, 2004
- Sailplane Directory
- ASW-15 website